# Vegard Erlien
Vegard Erlien, né le 24 juin 1998 à Trondheim en Norvège, est un footballeur norvégien qui joue au poste d'avant-centre au Tromsø IL.

## Biographie

### Débuts professionnels
Né à Trondheim en Norvège, Vegard Erlien est formé commence le football au Byåsen Toppfotball avant de rejoindre le Rosenborg BK en janvier 2013, où il fait toute sa formation de footballeur. Il n'y joue toutefois aucun match en professionnel. 
En janvier 2018 il rejoint le Sandnes Ulf. Il joue son premier match en professionnel avec ce club, le 2 avril 2018, contre le Strømmen IF, lors de la première journée de la saison 2018 de championnat. Il entre en jeu lors de cette rencontre remportée par son équipe (2-1 score final).
Le 26 août 2019, Vegard Erlien s'engage en faveur du Ranheim Fotball. Il signe un contrat courant jusqu'en décembre 2022.

### Tromsø IL
En janvier 2023, Vegard Erlien rejoint le Tromsø IL. Le transfert est annoncé dès le 27 septembre 2022 et il signe un contrat de trois ans, soit jusqu'en décembre 2025.
Il se fait remarquer dès son premier match pour Tromsø, le 12 mars 2023, lors d'une rencontre de coupe de Norvège face à l'IK Start en marquant son premier but pour le club. Il est titularisé et marque le but égalisateur, avant que son équipe s'impose au cours d'une séance de tirs au but.
Le 16 mai 2023, Erlien se fait remarquer en réalisant son premier doublé pour le Tromsø IL, face au rival du FK Bodø/Glimt, en championnat. Titularisé, il ne peut toutefois pas empêcher la défaite de son équipe (2-3 score final),. Il marque de nouveau deux buts le 11 juin 2023 contre l'Aalesunds FK, en championnat, et permet à Tromsø de s'imposer par trois buts à deux.
Erlien se distingue le 27 avril 2025 en étant l'auteur d'un triplé face au Viking FK, en championnat. Titulaire, il permet à son équipe de prendre un point à l'extérieur en mettant son troisième but dans le temps additionnel (4-4 score final). Il s'agit du premier triplé de sa carrière,,.

### En sélection
Vegard Erlien représente notamment l'équipe de Norvège des moins de 16 ans, pour un total de cinq matchs joués en 2014.